# ディック・サビット
リチャード・"ディック"・サビット（Richard "Dick" Savitt, 1927年3月4日 - 2023年1月6日）は、アメリカ・ニュージャージー州ベイヨン出身の男子テニス選手。コーネル大学卒業。
1951年に全豪選手権とウィンブルドン選手権の男子シングルスで優勝し、4大大会年間2冠を獲得した選手である。全豪選手権では、第2次世界大戦終戦後最初の外国人優勝者になり、ウィンブルドン選手権ではユダヤ人選手として最初の優勝者になった。男子ダブルスでは、1951年と1952年の2年連続で全仏選手権準優勝がある。彼のテニスは、バックハンド・ストロークのオーバースピン（ボールに回転を多くかけること）を駆使し、重厚で正確なグラウンド・ストロークを最大の武器にした。右利きの選手。

## 来歴
リチャード・サビットは身長190cm、体重82kgほどの大柄な体格で、元はバスケットボールの選手であった。彼はバスケットボールの奨学金を得てコーネル大学に進学したが、けがのためバスケットボールを断念し、独学で覚えたテニスに転向する。1946年の全米選手権でテニス界にデビューした彼は、初めての海外遠征だった1951年全豪選手権で決勝に勝ち進み、ケン・マグレガーを 6-3, 2-6, 6-3, 6-1 で破って初優勝を決めた。全豪選手権の男子シングルスにおける外国人選手の優勝は、第2次世界大戦の終戦後はサビットが最初で、戦前から数えると1938年のドン・バッジ以来13年ぶりの快挙となった。続く全仏選手権では、サビットは準々決勝でヤロスラフ・ドロブニーに敗れたが、ウィンブルドン選手権で4大大会2冠を獲得した。ウィンブルドン準決勝で対戦したハーバート・フラムは、サビットと同じユダヤ人の選手である。それまで1度も勝てなかったフラムに 1-6, 1-5 とリードされながら、第2セット途中から挽回して 15-13 と逆転し、流れに乗って第3・第4セットを取り、初めてのウィンブルドン決勝戦に進出する。全豪決勝と同じケン・マグレガーを 6-4, 6-4, 6-4 のストレートで圧倒したサビットは、こうして1951年の年間2冠王となり、ユダヤ人選手として最初のウィンブルドン優勝者になった。
サビットは4大大会年間2冠を獲得した1951年、1年間男子テニス国別対抗戦・デビスカップアメリカ代表選手を務めた。1951年のデビスカップは、日本が第2次世界大戦終了後のデ杯復帰を果たした年である。サビットはデ杯の対日本戦に出場し、シングルス2試合で中野文照と隈丸次郎に勝利を収めた。しかし、年末のデ杯「ワールドグループ」決勝の対オーストラリア戦に起用されなかったことで、彼は米国チームに幻滅を抱いた。全豪選手権とウィンブルドン選手権の決勝でオーストラリアのマグレガーに2連勝したサビットではなく、選手生活からの引退を考えていたテッド・シュローダーが決勝戦に起用され、アメリカはオーストラリアに「2勝3敗」で敗れた。この出来事がきっかけで、サビットはもはやデ杯米国代表選手として参加しないことを宣言し、1952年のシーズンを終えた後テニス界から退く意向を表明した。
全盛時代の2年間、サビットは全仏選手権の男子ダブルスで1951年・1952年の2年連続準優勝があった。パートナーは2度とも同じアメリカのガードナー・ムロイと組み、決勝でオーストラリアペアのフランク・セッジマン＆ケン・マグレガー組に2連敗した。セッジマンとマグレガーは、1951年全豪選手権から1952年ウィンブルドン選手権まで4大大会男子ダブルス「7連勝」の記録を持ち、1951年に男子ダブルス唯一の「年間グランドスラム」を達成した強豪ペアである。
引退後のサビットはビジネスマンになり、仕事の合間に時折テニストーナメントに出場する生活を送った。1956年から1959年までの4年間、彼は再び全米選手権に顔を出し、1956年と1958年にベスト8まで進出している。1976年に国際テニス殿堂入りを果たし、1979年には「国際ユダヤ人スポーツ殿堂」にも選出された。死去前年までは週4回テニスを楽しむ生活を送っていた。
2023年1月6日、自宅にて死去。95歳没。

## 主な成績
- 全豪選手権　男子シングルス：1勝（1951年）
- ウィンブルドン選手権　男子シングルス：1勝（1951年）

（全仏選手権男子ダブルス準優勝2度：1951年・1952年）